# Losine
Losine là một đô thị trong tỉnh tỉnh Brescia thuộc vùng Lombardia, Ý. Đô thị này có diện tích 6 km², dân số 510 người. Các đô thị giáp ranh gồm: Braone, Breno (Italie), Cerveno, Malegno, Niardo